# ことちゃん
ことちゃんは、高松琴平電気鉄道のマスコットで、同社の登録商標（第4720372号）である。イルカをモチーフとし、PRキャラクターの他に駅員を兼任している。

## プロフィール
- 名前 - ことちゃん
- 性別 - オス
- 誕生日 - 8月8日
- 年齢 - 不明（ヒトなら20歳位）[1]
- 身長 - 180cm[1]
- 体重 - 120kg[1]
- 職業 - ことでんの駅員
- 給料 - うどん
- 趣味 - 小旅行[1]
- 好物 - うどん（特に釜玉うどん）
- 口癖 - ことこと、ぞぞー

青色のイルカ。普段は土日祝日を中心に瓦町FLAGやことでんの駅のホームに登場する。たまに子どもを食べているように見える姿を目撃される。2011年に結婚しており、現在は妻と娘の3人家族。
ことみちゃん（妻）
- 名前 - ことみちゃん
- 性別 - メス
- 誕生日 - 5月2日
- 年齢 - 不明（ヒトなら18歳位）[1]
- 身長 - 170cm[1]
- 体重 - ヒミツ[1]
- 職業 - ケーキ屋でアルバイト[1]
- 趣味 - お菓子づくり[1]
- 好物 - お菓子[1]

桃色のイルカ。ことちゃんよりも目が縦に長く、一本ずつ睫毛がある。夫のことちゃんと一緒にイベントに参加することがある。
ことのちゃん（娘）
- 名前 - ことのちゃん
- 性別 - メス
- 誕生日 - 10月10日
- 年齢 - 0歳

赤色の赤ちゃんイルカ。目に二本ずつ睫毛がある。普段は瓦町FLAG2階のインフォメーションにいる。

## 歴史
- 2002年8月8日 - 大人の事情（後述の理由）により誕生。初のイルカ駅員として勤務。
- 2003年5月2日 - 結婚を前提としたケーキ屋店員の恋人「ことみちゃん」がお披露目される。
- 2011年11月18日 - ことでん開業100周年の節目の年もあり、金刀比羅宮にて結婚式を挙げる。
- 2013年8月6日 - ご当地キャラ総選挙にて3位入賞を果たし[2][3]、夫婦ともに高松特別ゆめ大使に任命される。
- 2015年10月10日 - 娘が誕生し、一般公募により「ことのちゃん」と名付けられる。

## 大人の事情
誕生理由は表向きには「大人の事情」であるが、実際の理由は「ことでんが存続の危機に陥った際に、『ことでんは要るか？要らないか？』と話し合ったことに由来し、『ことでんは要るか？』という自戒の意味を込めて、イルカのマスコットキャラクターを採用した」と、高松琴平電気鉄道自身が明かしている。
ことちゃんのTwitterによると「中の人は居ない」との主張。

## ことちゃんひやく号

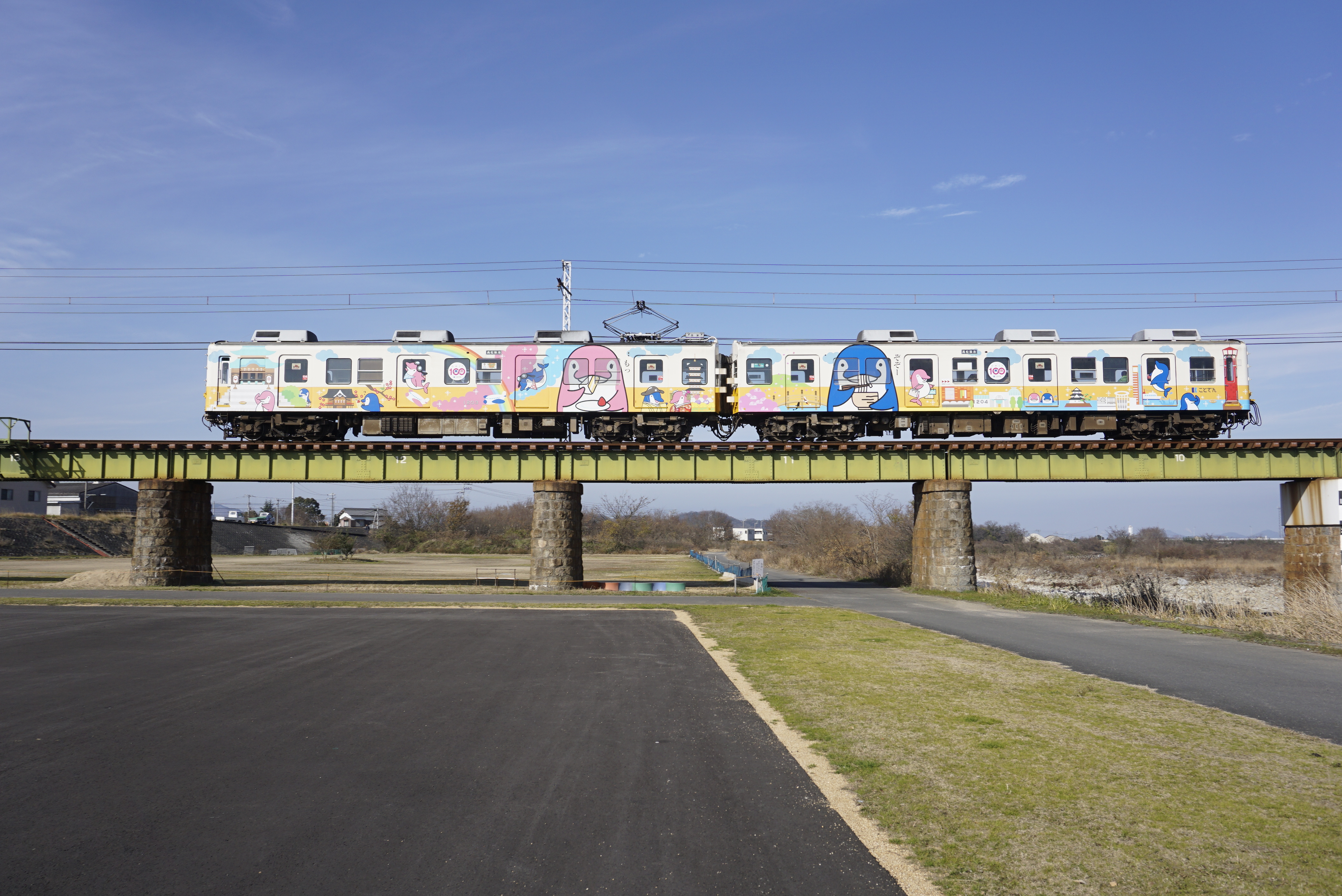

2019年3月6日まで琴平線において、ことちゃんと琴平線沿線の名所等を車体にあしらったデザインのラッピングを施した「ことちゃんひやく号」が定期的に運行されていた。運行情報は土日祝に限り、運行情報サイトにて確認することができた。名所のイラストは高松築港駅側と琴電琴平駅側の車両で異なり、高松築港側から順に下記のようなデザインとなっていた。
- 高松港玉藻防波堤灯台
- 四国フェリー
- 高松シンボルタワー
- 高松城(玉藻城)
- 高松中央商店街
- 瓦町FLAG
- 栗林公園、紫雲山
- 法然寺、五重塔
- 飛行機
- 滝宮天満宮
- 金刀比羅宮

## メディア出演
- 笑神様は突然に… 2016年9月24日 - 鉄道BIG4にて中川礼二、南田裕介、吉川正洋、岡安章介、松井玲奈と共に共演した。
- うどんの国の金色毛鞠 テレビアニメ版作中のいたるところで登場した。駅やバス停に実在するデザインの看板やごみ箱などで描かれている他、登場人物が使うスマートフォンの背部のロゴマークが「ことちゃん」になっている。また、第一話「ぶっかけうどん」の次回予告で、要潤の腕に抱かれる形でも登場した。

## 関連グッズ
- LINEクリエーターズスタンプ 2015年4月25日販売開始。
- LINEクリエーターズスタンプ 2016年7月4日第2弾販売開始。

その他はことちゃんグッズを参照のこと。

## 備考
2017年1月15日時点で3種類の着ぐるみが確認されている。
- バージョン1：ゆるキャラグランプリ2013で挑んだ着ぐるみ。口が大きいため、よく子どもに頭を入れられ、傍から見ると「ことちゃん」が子どもを食べているように見える。
- バージョン2：最も痩せている着ぐるみ。
- バージョン3(最新)：瓦町FLAGでの目撃情報が多いことから、瓦町FLAG専用との声もある。大抵は2階コンコース内で会うことができ、登場する際は瓦町駅2階の改札内から現れる。
- のぞみ、出発進行!! - 第10章で特別出演。主人公姉弟を車両工場に案内する役を果たす。